# Летрикур
Летрику́р (фр. Létricourt) — коммуна во французском департаменте Мёрт и Мозель, региона Лотарингия. Относится к  кантону Номени.

## География
Летрикур расположен в 22 км на север от Нанси. Соседние коммуны: Тезе-Сен-Мартен на севере, Аленкур-ла-Кот на северо-востоке, Ольнуа-сюр-Сей на юго-востоке, Шеникур и Ажонкур на юге.
В 1871—1914 годах был пограничной деревней на границе с Германией.

## Демография
Население коммуны на 2010 год составляло 233 человека.
| 1962 | 1968 | 1975 | 1982 | 1990 | 1999 | 2010 |
| ---- | ---- | ---- | ---- | ---- | ---- | ---- |
| 175  | 164  | 151  | 140  | 154  | 179  | 233  |